# Lellingeria brasiliensis
Lellingeria brasiliensis är en stensöteväxtart som först beskrevs av Eduard Rosenstock, och fick sitt nu gällande namn av Paulo Henrique Labiak. Lellingeria brasiliensis ingår i släktet Lellingeria och familjen Polypodiaceae. Inga underarter finns listade.